# Aghasadig Garaybeyli
Aghasadig Garaybeyli (en azerí: Ağasadıq Gəraybəyli) fue actor de cine y de teatro soviético, Artista del pueblo de la RSS de Azerbaiyán (1940).

## Biografía
Aghasadig Garaybeyli nació el 15 de marzo de 1897 en Shamaji. Después del terremoto de Shamaji, su familia se trasladó a Bakú.
Aghasadig Garaybeyli empezó a asistir a los cursos de teatro con la ayuda de Huseyn Arablinski y Uzeyir Hajibeyov. Por primera vez interpretó en el escenario en 1917. Desde 1933 hasta el final de su vida el actor trabajó en el Teatro Académico Estatal de Drama de Azerbaiyán. Se le concedió el título de Artista de Honor de la RSS de Azerbaiyán en 1936 y Artista del pueblo de la RSS de Azerbaiyán en 1940.
Aghasadig Garaybeyli murió el 5 de diciembre de 1988 en Bakú y fue enterrado en el Callejón de Honor.
Aghasadig Garaybeyli es abuelo de Garay Garaybeyli, el rector de la Universidad de Medicina de Azerbaiyán.

## Filmografía
- 1924 – “La Torre de Doncella”
- 1929 – “Haji Gara”
- 1929 – “Sevil”
- 1938 – “Bakuenses”
- 1947 – “Fatali khan”
- 1955 – “Bakhtiyar”
- 1956 – “No eso, entonces esto”
- 1957 - “Bajo el cielo caliente”
- 1958 - “En las orillas lejanas”
- 1961 – “Nuestra calle”
- 1961 – “Leyli y Majnun”
- 1963 – “Romeo es mi vecino”
- 1966 – “La vida es bella”
- 1967 – “Azim Azimzade”
- 1967 – “Buzón”
- 1971 – “Las estrellas no se apagan”
- 1973 – “Muchachos de nuestra calle”
- 1979 - “Interrogatorio”, etc.

## Premios y títulos
- Artista de Honor de la RSS de Azerbaiyán (1936)
- Artista del Pueblo de la RSS de Azerbaiyán (1940)
- Orden de Lenin
- Orden de la Bandera Roja del Trabajo
- Orden de la Revolución de Octubre
- Orden de la Insignia de Honor